# Sylvia Romeu
Sylvia Romeu Alfaro (Valencia, 1938-Valencia, 1988) fue una historiadora española especializada en Derecho foral valenciano, y en las Cortes Valencianas. 

## Trayectoria
Romeu presentó su tesis doctoral en la Universidad de Valencia en 1970. Los temas principales de su investigación fueron la "ira regia" y la "desnaturatio", para ello investigó en el Archivo de la Corona de Aragón. Como profesora, dio clases en la cátedra de Historia  de la facultad de Derecho de la Universidad de Valencia y, junto a un grupo de historiadores valencianos, hizo una labor de divulgación del ordenamiento jurídico valenciano en la Alta Edad Media.
Sus trabajos realizados sobre el derecho foral valenciano y sobre las Cortes valencianas son un referente para la comunidad investigadora. En 1972 publica Los Fueros de Valencia y los Fueros de Aragón: Jurisdicción Alfonsina, Cortes de Monzón de 1362 en 1977 y Les Corts valencianes en 1985.
Durante su carrera académica, escribió numerosos artículos y dio conferenciassobre su ámbito de estudio. Fue hermana de la activista de la ciudad de Valencia Sol Romeu Alfaro y familia del escultor Andreu Alfaro.
Falleció a los 50 años.

## Publicaciones
- 1972 – Los Fueros de Valencia y los Fueros de Aragón: Jurisdicción Alfonsina[3]

- 1977 – Cortes de Monzón de 1362[4]

- 1985 – Les Corts valencianes[5]

## Reconocimientos
En 1989, la Universidad de Valencia publicó la obra Estudios en recuerdo de la profesora Sylvia Romeu Alfaro, como homenaje. Y, desde el 19 de febrero de 1990, tiene una calle en Valencia con el nombre "Historiadora Sylvia Romeu", situada en el barrio de Algirós, entre las calles Poeta Mas y Ros y Explorador Andrés. Francisco Tomás y Valiente le escribió un obituario en el Anuario de Historia del derecho español de 1987.
En 2020, Romeu fue incluida en el proyecto de la Subdirección General de Archivos Estatales titulado "Mujeres Investigadoras en los Archivos Estatales (1900-1970)", y que se encuentra en el Portal de Archivos Españoles (PARES). Esta iniciativa fue impulsada por el Ministerio de Cultura con el objetivo es reconocer y poner en valor las contribuciones de aquellas mujeres que desarrollaron investigaciones en los diferentes archivos estatales a principios del siglo XX.